# Богуславський Віктор Миколайович (шашист)
Віктор Миколайович Богуславський  (21 січня 1911 року — 2 вересня 1971 року) — радянський спортсмен (шашки), тренер, спортивний діяч. Майстер спорту СРСР з шашок (1967), майстер спорту СРСР з шашкової композиції (1968). Почесний майстер спорту СРСР.
Чемпіон УРСР з російських шашок серед чоловіків (1962). Брав участь у чемпіонаті СРСР серед шашкістів спортивного товариства «Хімік». Завдяки його ініціативі в 1966 році в Дніпродзержинську в СК «Промінь» відкрито відділення шашок. Великий внесок вніс у становлення і розвиток Комітету заочних шашкових змагань УРСР і заочних шашок на Україні.

## Біографія
Проживав у Дніпродзержинську. Викладав на хіміко-технологічному факультеті індустріального інституту імені Арсеничева. Спеціаліст аміачного виробництва об'єднання «Азот».
У Дніпродзержинську проводиться меморіал Віктора Миколайовича Богуславського.